# Емил Емилов
Емил Емилов Атанасов е български актьор.

## Биография
Той е роден на 18 май 1970 г. в София. Той е пряк потомък по майчина линия на Кочо Лютата.
Основно образование от 1-ви до 8-и клас в 104 основно училище „Захари Стоянов“ гр. София. Завършва средно образование в Образцов техникум по механотехника – София.
През 1988 г. дебютира в киното с филма „Меги“. В периода 1990 – 1994 г. учи актьорско майсторство за драматичен театър във ВИТИЗ в класа на професор Надежда Сейкова и доцент Илия Добрев.
Играе в над 50 постановки на сцените на Драматично-кукления театър „Константин Величков“ в Пазарджик, Драматично-кукления театър „Иван Димов“ в Хасково, Народният театър „Иван Вазов“, Сатиричния театър „Алеко Константинов“, Младежкия театър „Николай Бинев“, Театър „София“, Театър „Възраждане“, Театър 199 и Нов драматичен театър „Сълза и смях“ в София.

### Обществени дейности
Основава и ръководи младежка театрална школа „Зад кулисите“ през 2011 г. От 2012 до 2013 г. е член на управителния съвет на „Артистаутор“. Емилов е основател, директор и художествен ръководител на Нов драматичен театър „Сълза и смях“. Основава и става председател на Професионален синдикат на българските артисти – ПСБА през 2016 г.

## Кариера на озвучаващ актьор
Емилов се занимава активно с озвучаване на филми и сериали от 2000 г. Първата му работа е върху сериала „Фантазиите на Вероника“ с участието на Кърсти Али. Озвучил е десетки и стотици филми и сериали по БНТ, Nova, bTV, TV7 и др. От 1995 г. е част от екипа на редакция „Хумор и сатира“ на БНР с многобройните си изпълнения в „Кабаре ФАТА МОРГАНА“, „Дядовата ръкавичка“, „Голямата къща на смешните хора“, „Звезди посред бял ден“ и други, както и с участията си в радиотеатъра.
По-известни заглавия с негово участие са „Кралят на квартала“, „Стар Трек: Ентърпрайз“ (дублаж на студио Доли), „Ориндж Каунти“, „Франклин и Баш“ и „Без пукната пара“, анимационните поредици „Време за приключения“, „Истинските ловци на духове“, „Х-Мен“ и „Бакуган: Бойци в действие“, както и турските „Опасни улици“ и „Другите отчаяни съпруги“, немският „Кобра 11“, „Последният кораб“, „Завинаги“, „Майк и Моли“ и минисериалите „Американска криминална история: Убийството на Джани Версаче“ и „Десет малки негърчета“.
| Актьор              | Заглавия | Роли                                                           |
| ------------------- | --- | -------------------------------------------------------------- |
| Алън Рикман         | Иконом на седем президенти Война на дронове (дублаж на студио VMS) | Роналд Рейгън Лейтенант генерал Франк Бенсън                   |
| Бен Кингсли         | Безсмъртните Тък Предателство за начинаещи Паяк в мрежата Оскари 2024 | Мъжът с жълтия костюм Коста Пасарис Адерет Себе си             |
| Брайън Кранстън     | Годзила Операция Ескобар (дублаж на студио VMS) | Джо Броуди Робърт Мейзър / Боб Мусела                          |
| Брус Макгил         | Тримата бегълци (дублаж на TV7) Последният бойскаут (дублаж на Андарта Студио) | Чарли Майк Матюс                                               |
| Бърт Йънг           | Роки Роки II Роки III Роки IV Роки V | Поли Пенино                                                    |
| Винс Вон            | Големи топки Сред дивата природа | Питър „Пийт“ Ла Фльор Уейн Уестърбърг                          |
| Гари Олдман         | Хари Потър и Затворникът от Азкабан (дублаж на bTV) Хари Потър и Орденът на феникса | Сириус Блек                                                    |
| Дан Акройд          | Бягство от усмирителна риза Моето момиче (първи дублаж на Диема Вижън) Томи Бой | Джон Бърнс младши Хари Сълтънфъс Рей Залински                  |
| Даниъл Роубък       | Последен изход (дублаж на Диема Вижън) Агент Коди Банкс 2: Дестинация Лондон (дублаж на TV7) | Агент Уайн Г-н Банкс                                           |
| Джеймс Кромуел      | Поверително от Ел Ей (дублаж на bTV) Последният ден (дублаж на студио Доли) | Капитан Дъдли Смит Лойд                                        |
| Джеймс Ремар        | Прозрачно минало Съседка за секс (дублаж на Андарта Студио) | Уорън Фюр Хюго Пош                                             |
| Джейсън Алегзандър  | Сайнфелд (дублаж на Имидж Продакшън) Франклин и Баш | Джордж Костанца Картър Ланг                                    |
| Джейсън Бигей       | Касъл (дублаж на Диема Вижън) Невидими улики | Майк Ройс Полковник Чък Брадшоу                                |
| Джим Кери           | Ейс Вентура: Зоодетектив (дублаж на Андарта Студио) Ейс Вентура: Повикът на дивото (дублаж на Андарта Студио) Соник: Филмът Соник: Филмът 2 Соник: Филмът 3                                                                              | Ейс Вентура Доктор Роботник Доктор Роботник и Джералд Роботник |
| Джон Гудмън         | Море от любов (дублаж на Диема Вижън) Стажанти (дублаж на Андарта Студио) Конг: Островът на черепа | Детектив Шърман Тухи Сами Боско Бил Ранда                      |
| Джон Клийз          | Хари Потър и Философският камък (дублаж на bTV) Хари Потър и Стаята на тайните (дублаж на bTV) Пазители на Арктика | Почтибезглавия Ник Ото ван Морж                                |
| Джон Раценбъргър    | УОЛ-И Слушай публиката Боб и Абишола | Джон Джордж Бенет Ханк                                         |
| Джон Слатъри        | Заличителят Гадна компания | Агент Корман Роланд Йейтс                                      |
| Джон Траволта       | Стълба 49 Диваци | Капитан Майк Кенеди Денис Кейн                                 |
| Джордж Уилям Бейли  | Полицейска академия (дублаж на TITLE.BG) Полицейска академия 4: Градски патрул (дублаж на TITLE.BG) Полицейска академия 5: Мисия Маями (дублаж на TITLE.BG) Полицейска академия 6: Град под обсада Полицейска академия 7: Мисия в Москва | Капитан Тадеъс Харис                                           |
| Джуд Лоу            | Авиаторът (дублаж на Диема Вижън) Крал Артур: Легенда за меча | Ерол Флин Вортигерн                                            |
| Енрике Мурчиано     | Безследно изчезнали (дублаж на Диема Вижън, в няколко епизода от първи сезон) Мис таен агент 2 | Дани Тейлър Джеф Форман                                        |
| Енрико Колантони    | Пропукване Загадките на Лора (в първи сезон) | Майк Де Сото Дан Хаузър                                        |
| Кевин Джеймс        | Кралят на квартала (без последните няколко сезона) Обявявам ви за законни Чък и Лари (дублаж на студио VMS) Ченгето на мола | Дъг Хефернан Пол Бларт                                         |
| Майк Майърс         | Шрек Трети (дублаж на VMS) Шрек завинаги (дублаж на VMS) | Шрек                                                           |
| Майкъл Кейн         | Уморените лъвове Пътуване до тайнствения остров | Гарт Маккан Алегзандър Андерсън                                |
| Майкъл Кийтън       | Вестникът Оскари 2024 | Хенри Хакет Себе си                                            |
| Майкъл Кларк Дънкан | Котки и кучета (дублаж на Имидж Продакшън) Невидими улики | Сам Лио Нокс                                                   |
| Морган Фрийман      | Зрителна измама 2 (дублаж на студио VMS) Магистрала към рая | Тадеус Брадли Герик                                            |
| Роби Колтрейн       | Хари Потър и Философският камък (дублаж на bTV) Хари Потър и Стаята на тайните (дублаж на bTV) Хари Потър и Затворникът от Азкабан (дублаж на bTV) Хари Потър и Орденът на феникса Хари Потър и Нечистокръвния принц                     | Рубиъс Хагрид                                                  |
| Робърт Дювал        | Пътят Колата на Джейн Менсфийлд | Старецът Илай Джим Колдуел                                     |
| Сам Нийл            | Воини на светлината Десет малки негърчета (минисериал, 2015) | Чарлс Бромли Генерал Джон Гордън Макартър                      |
| Самюъл Джаксън      | Море от любов (дублаж на Диема Вижън) Астробой | Чернокож ЗОГ                                                   |
| Стивън Руут         | Дънди Крокодила 2 (дублаж на Арс Диджитал Студио) Маяк 23 | Агент Соломон Смайт                                            |
| Уил Феръл           | Ловци на шаферки Стажанти (дублаж на Андарта Студио) | Чаз Райнхолд Кевин                                             |
| Ердоган Аталай      | Кобра 11 | Семир Геркан                                                   |

## Награди и отличия
- 1995 г. – „Аскеер“ за „изгряваща звезда“ за ролята на Мак Мърфи в „Полет над кукувиче гнездо“.

## Филмография

### Филми
- „Меги“ – реж. Петър Донев
- „Ваканция в Москва“ – реж. Адолфо Липи
- „Берлин ’29-а“
- „Вечерята“
- „Фатална нежност“ – реж. Рангел Вълчанов
- „Къща на справедливостта“
- „Лов на дребни хищници“ – реж. Цветодар Марков
- „Докато Ая спеше“ (2015)[3] – реж. Цветодар Марков - Руменов, директор на театъра
- Безкрайната градина – реж. Галин Стоев' и др.

### Телевизия
- „Разбойници-коледари“ (2000), 6 серии – „Кларинетът“
- „Стъклен дом“ – Методи Ганев
- „Кантора Митрани“ (2012), 12 серии - адвокат Митрев (в 1 серия: IX)
- „Шменти капели: Легендата“ (2013 – 2014) – (15 серии) – Трифун – реж. Владислав Карамфилов – Въргала
- „Мен не ме мислете“ (2022) – Марио Ланджев

Клипове на песни
- 100 кила - Chi Che Rich (2020) - чистач

## Политика
През октомври 2015 г. Емилов  участва в изборите за общински съветници на Столична община и районен кмет на община Люлин – водач на листата на БСДП. В края на 2016 г. става член на Българска социалдемократическа партия – БСДП           На следващата година основава „Клуб Социалдемократ“ в БСДП.                                                                                                                                На парламентарните избори 2017 г.  се кандидатира за народен представител (водач на листите на 23 МИР София и 1 МИР Благоевград от „Коалиция на недоволните“)                                                                                                                                           Кандидат за районен кмет на район Младост в частичните избори за кмет и районен кмет на район Младост в частичните избори за кмет. От 2018 г. е избран за член на ИБ на БСДП.
2023г  завършва магистратура –  политолог - Социални и културни политики в ЕС – ЮЗУ ,, Неофит Рилски’’                        2023г основава движение ,,ГЛАС – Граждани за Лява Алтернатива – СОЦИАЛДЕМОКРАТИ’’.                                                         На местните избори 2023г е кандидат за кмет на Столична община на ПП ,,Бългаски социалдемократи’’.
- Автор на проектозакон за изменение и допълнение Закона за хазарта в т.10a, с който нарежда културата до спорта в отчисленията от хазартната дейност.
- Инициирал и организирал  награждаването на  д-р Петър Дертлиев  с орден ,,Стара планина’’ посмъртно.